# Porcellio bolivari
Porcellio bolivari es una especie de crustáceo isópodo terrestre de la familia Porcellionidae.

## Distribución geográfica
Son endémicos del sudeste de la España peninsular.